# 南亞小曲尾蘚
南亞小曲尾蘚（学名：Dicranella coarctata）为曲尾蘚科小曲尾蘚屬下的一个种。